# Михайлова Гора
Миха́йлова Гора́ — урочище, в минулому хутір, в Україні. Знаходиться на території села Прохорівка Черкаського району Черкаської області.
Назва урочища відома ще з кінця XIX століття, коли тут з 1841 року у дідовій хаті поселився перший ректор Київського університету Михайло Максимович (звідси і назва). Він прожив тут 30 своїх останніх років, тут помер і похований. На його могилі був зведений пам'ятник.
Рішенням Черкаського обласного виконкому від 27.06.1972 р. № 367 на цьому місці створено однойменний парк-пам'ятку природи місцевого значення площею 20,0 га. Установа, у віданні якої перебуває об'єкт — санаторій «Жовтень».
В урочищі знаходяться під охороною держави також дві пам'ятки:
- Дуб Шевченка
- Сосна Гоголя